# Wapen van de Duitse Democratische Republiek
Het wapen van de Duitse Democratische Republiek toont een hamer en passer omringd door een ring van rogge. Het wapen heeft duidelijk de stijl van de socialistische heraldiek. Omringd door een krans diende het wapen als symbool van de Nationale Volksarmee en omringd door een twaalfpuntige ster als symbool voor de Deutsche Volkspolizei.
De hamer symboliseert de arbeiders in de fabrieken en is een deel van het communistische symbool van de hamer en sikkel. De passer verwijst naar de intelligentsia en de ring van rogge naar de boeren.
Een eerste wapen van de Duitse Democratische Republiek, aangenomen op 12 januari 1950, bevat een hamer en roggering, als een uitdrukking van de "Arbeiders- en Boerenstaat" (Arbeiter- und Bauernstaat) die de DDR claimde te zijn. Dit ontwerp is gemaakt door de Duits-Nederlandse tekenaar Fritz Behrendt. De passer ontbrak vooralsnog. Op 28 mei 1953 werd een aangepast ontwerp aangenomen, waarin de passer wel afgebeeld was.
Op 26 september 1955 werd de derde versie van het wapen officieel aangenomen. Op 1 oktober 1959 werd het wapen op de vlag van de Duitse Democratische Republiek geplaatst. De eerste vrij verkozen Volkskammer schafte het wapen op 31 mei 1990 af.
|  |  |  |

Het vertonen van het wapen werd in de Bondsrepubliek Duitsland en West-Berlijn voor enkele jaren verboden en werd actief tegengegaan door de politie. Pas in 1969 schafte de West-Duitse regering van Willy Brandt dit beleid af.
In 2004 werd een poging van een Duitse zakenman om het wapen als handelsmerk vast te leggen verboden. De reden voor dit verbod was dat het wapen een algemeen symbool is, bijvoorbeeld om de regionale eigenheid van goederen en diensten te tonen.